# 松平忠晴
松平 忠晴（まつだいら ただはる）は、江戸時代前期の大名。駿河国田中藩主、遠江国掛川藩主、丹波国亀山藩初代藩主。官位は従五位下・伊賀守。伊賀守流藤井松平家初代。

## 略歴
松平信吉の次男として下総国布川にて誕生した。徳川秀忠から偏諱を授かり忠晴と名乗った。
元和元年（1615年）に叙任される。元和5年（1619年）に常陸国で土浦藩3万5000石のうちから2000石を父・信吉から分知される。寛永10年（1633年）、3代将軍・徳川家光の頃、書院番士を皮切りに奏者番などを務めた。この働き振りを評価され、安房国に2000石、下総国に1000石を与えられた。土浦の知行も保持していたため、合計5000石となった。寛永19年（1642年）8月、駿河田中において2万5000石の大名となった。
寛永21年（1644年）3月に遠州掛川に移封された。この頃、庶出の次男である千太郎（忠昭）を授かる。生母は側室・大野木氏（家臣の娘）。正保5年（1648年）閏正月、8000石加増の上で丹波亀山に移封された。同年8月には、近藩・丹波福知山藩主の稲葉紀通の改易騒動の際、福知山城地受け取りの任を務めた。同年に正室が江戸藩邸で死没した。この正室の長晴院との間には、長男の忠俊を含め子女2人を儲けていた。
万治4年（1661年）4月、丹波亀山において、三男の与十郎（忠周）が誕生した。生母は側室・木村氏（家臣の娘）。
正保2年12月13日（1646年1月29日））に長男の忠俊が没した後、兄・忠国の五男・忠栄を養嗣子としていたが、のちに忠栄を生家へ還し、寛文7年（1667年）に庶子の忠昭を嗣子、順養子を三男・忠周と幕府へ願い出て認可が下りた。忠晴は御礼の進物を将軍家、老中らへ献上している。同年の閏2月9日、忠昭に家督を譲って隠居し、忠山と号した。
寛文9年（1669年）3月23日に国許にて死去した。享年72。法号は良光忠山善徳院。墓所は京都府京都市左京区の光明寺。
忠昭は忠晴死去の際、江戸出府の途上にあったため、丹波亀山から松宮新五左衛門が馬を飛ばし、伊勢で追い着いて上申した。訃報を知った行列は急遽、引き返したという。
当時子供がいなかった忠昭に対し忠晴は、弟の忠周を養嗣子として跡を継がせることを遺命しており、結果として遺命通りとはなったがこの相続の際、家臣団の対立が起こった。詳しくは忠昭らの項目参照。

## 系譜
父母
- 松平信吉（父）
- 松平信一の娘（母）

正室
- 長晴院 - 浅野長晟の養女、杉原長房の娘

側室
- 大野木氏
- 宝樹院（木村氏）

子女
- 松平忠俊（長男） 生母は長晴院
- 松平忠昭（次男） 生母は大野木氏
- 松平忠周（三男） 生母は宝樹院 - 松平忠昭の養子
- 娘、生母は長晴院

養子
- 松平忠栄 - 松平忠国の五男